# Шамдор-Корсель
Шамдор-Корсель (фр. Champdor-Corcelles) — муніципалітет у Франції, у регіоні Овернь-Рона-Альпи, департамент Ен. Шамдор-Корсель утворено 1 січня 2016 року шляхом злиття муніципалітетів Шамдор i Корсель. Адміністративним центром муніципалітету є Шамдор. Населення — 645 осіб (01.01.2021).